# Crudia bantamensis
Crudia bantamensis är en ärtväxtart som först beskrevs av Justus Carl Hasskarl, och fick sitt nu gällande namn av George Bentham. Crudia bantamensis ingår i släktet Crudia, och familjen ärtväxter. Inga underarter finns listade i Catalogue of Life.